# فيليب ديوتش
فيليب ديوتش (بالكرواتية: Filip Deutsch)‏ هو شخصية أعمال كرواتي، ولد في 16 مارس 1828 في زغرب في كرواتيا، وتوفي في 6 مايو 1919 في مملكة يوغوسلافيا.